# Ramularius uniformis
Ramularius uniformis là một loài bọ cánh cứng trong họ Cerambycidae.